# Chicopee
Chicopee is een plaats (city) in de Amerikaanse staat Massachusetts, en valt bestuurlijk gezien onder Hampden County.

## Demografie
Bij de volkstelling in 2000 werd het aantal inwoners vastgesteld op 54.653.
In 2006 is het aantal inwoners door het United States Census Bureau geschat op 54.428, een daling van 225 (-0,4%).

## Geografie
Volgens het United States Census Bureau beslaat de plaats een oppervlakte van
61,9 km², waarvan 59,2 km² land en 2,7 km² water.

## Plaatsen in de nabije omgeving
De onderstaande figuur toont nabijgelegen plaatsen in een straal van 12 km rond Chicopee.

## Geboren in Chicopee
- Edward Bellamy (1850-1898), auteur